# Thera coniferata
Thera coniferata är en fjärilsart som beskrevs av Curtis 1834. Thera coniferata ingår i släktet Thera och familjen mätare. Inga underarter finns listade i Catalogue of Life.